# De 15 Mysteriën van de Rozenkrans
De 15 Mysteriën van de Rozenkrans is een reeks van vijftien schilderijen op paneel. Ze werden in ca. 1617 besteld door het Broederschap van de Heilige Rozenkrans voor de noordbeuk van de Sint-Pauluskerk in Antwerpen.

## De rozenkrans
De rozenkrans is een gebedssnoer in de Rooms-Katholieke Kerk. Rozenkrans is ook de naam voor het rozenkransgebed dat ongeletterden van de 17de eeuw een houvast bood om de belangrijkste passages uit het leven van Jezus en Maria te overwegen. De mysteriën staan in een vaste volgorde: eerst de vijf blijde, vervolgens de vijf droeve en ten slotte de vijf glorierijke. In 2002 voegde paus Johannes-Paulus II een vierde reeks toe, de Mysteriën van het Licht. De vijf blijde mysteries handelen over Maria als aanstaande en jonge moeder: de boodschap aan Maria, het bezoek van Maria aan Elisabeth, de geboorte van Jezus, de opdracht van Jezus in de tempel, het terugvinden van Jezus in Jeruzalem.

## De schilderijencyclus
De vijftien werken laten zich - volgens de chronologische ordening van het verhaal - lezen van links naar rechts.
Er werden meer dan elf verschillende schilders gevraagd om minstens één tafereel voor hun rekening te nemen. Zo ontstond een unieke suite die de Antwerpse School vertegenwoordigt met werk van de drie grootmeesters Peter Paul Rubens (De Geseling van Christus), Antoon Van Dyck (De kruisdraging van Christus) en Jacob Jordaens, alsook van Cornelis De Vos en David I Teniers.

### De blijde mysteriën
1. De boodschap door Hendrick van Balen
2. Het bezoek van Maria aan Elisabeth door Frans II Francken
3. De geboorte door Cornelis De Vos
4. De opdracht van Jezus in de tempel door Cornelis De Vos
5. De terugvinding van Jezus in de tempel door Matthys Voet

### De droeve mysteriën
1. De doodstrijd van Jezus door David I Teniers
2. De geseling door Peter Paul Rubens
3. De doornenkroning door Artus de Bruyn
4. De kruisdraging door Antoon Van Dyck
5. De kruisdood door Jacob Jordaens

### De glorierijke mysteriën
1. De verrijzenis door Aernout Vinckenborgh
2. De hemelvaart, toegeschreven aan Artus Wolffort
3. Pinksteren door Matthys Voet
4. Maria ten hemel opgenomen door Jan Aertsen
5. De kroning van Maria door Aernout Vinckenborgh

## Galerij

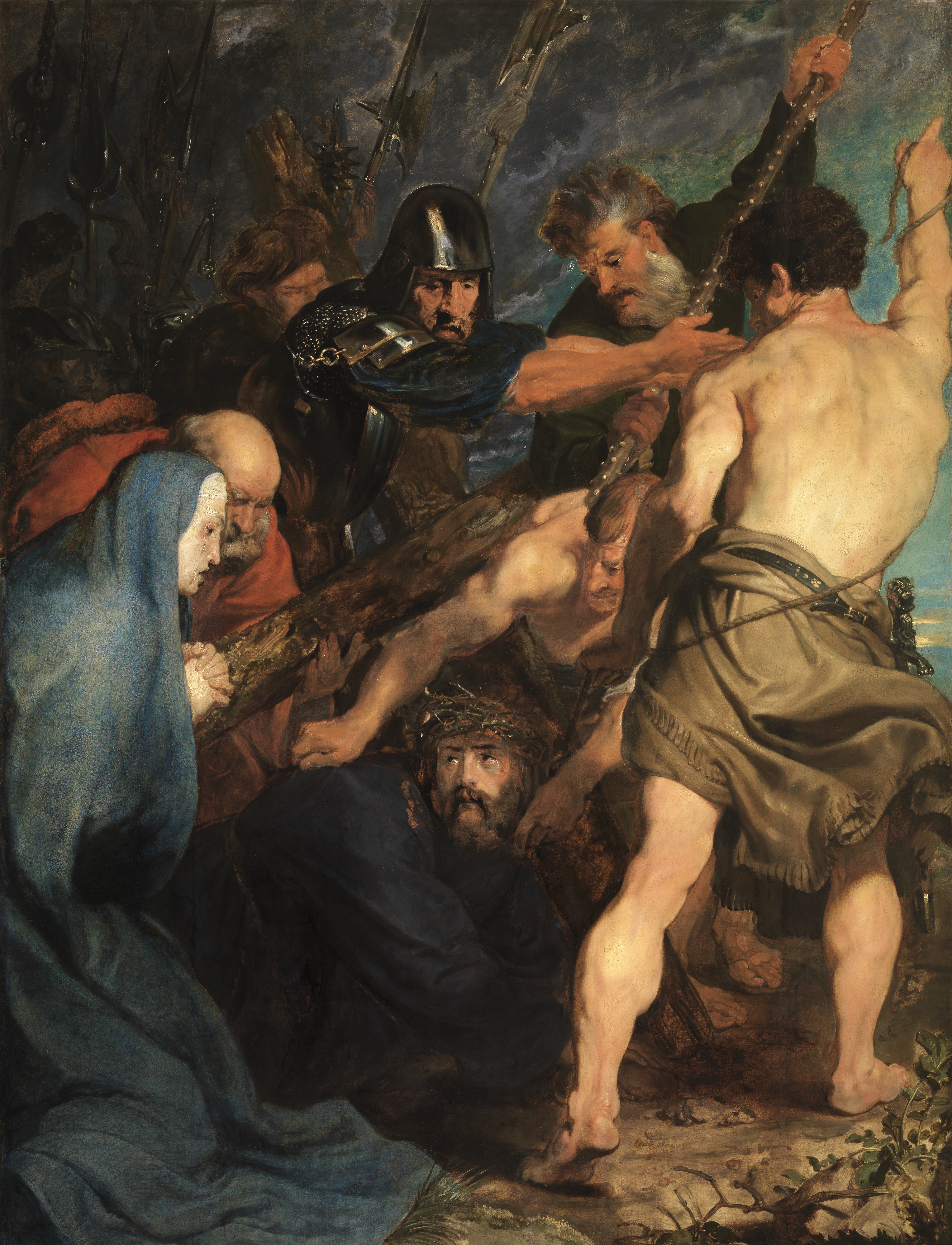
De Mysteriën van de Rozenkrans. De Kruisdraging van Christus, Antoon van Dyck, 17e eeuw, Sint-Pauluskerk Antwerpen.
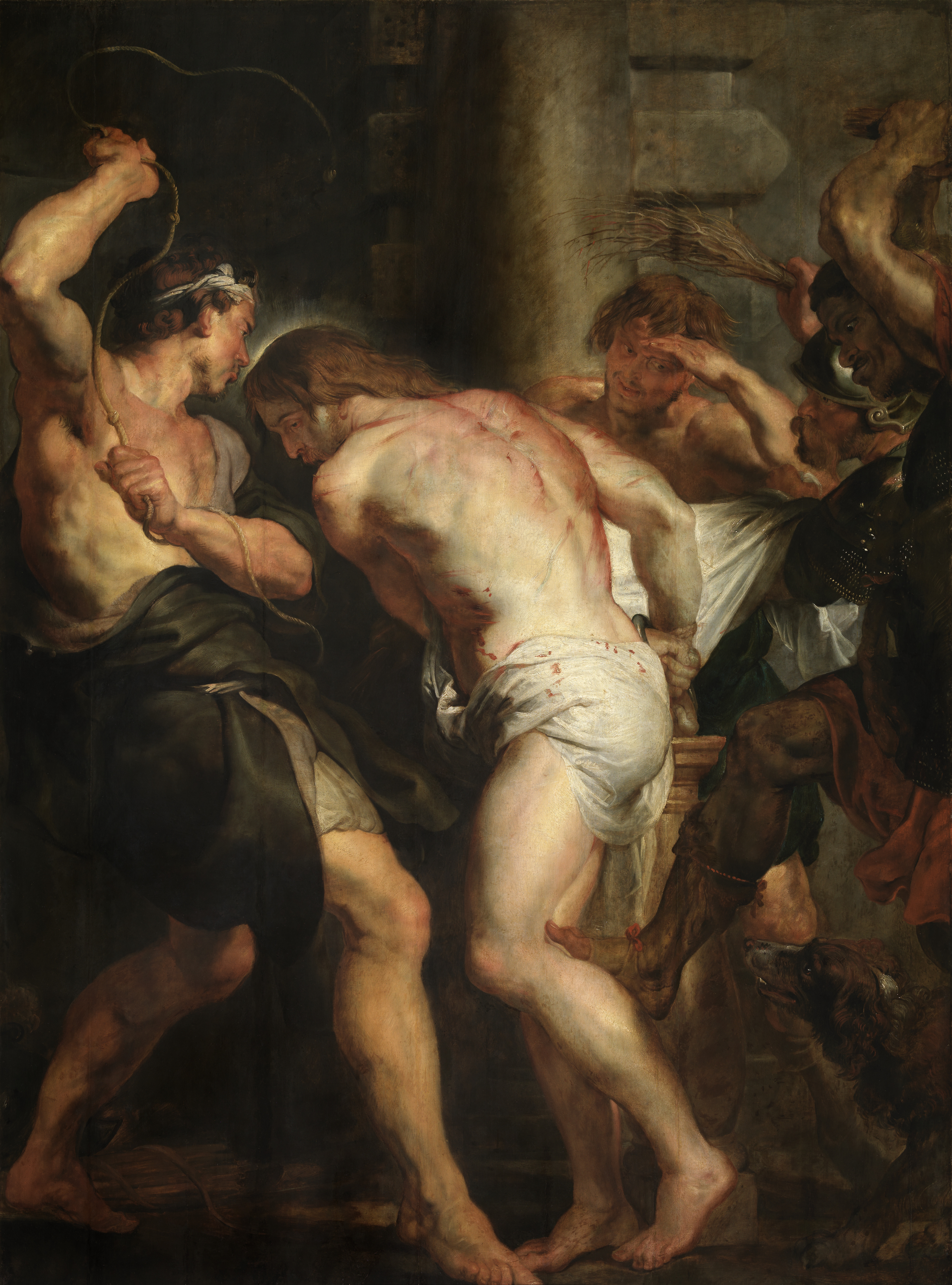
De Mysteriën van de Rozenkrans. De geseling van Christus, Peter Paul Rubens, 17e eeuw, Sint-Pauluskerk Antwerpen.